# Haworthia heidelbergensis var. toonensis
Haworthia heidelbergensis var. toonensis és una varietat de Haworthia heidelbergensis del gènere Haworthia de la subfamília de les asfodelòidies.

## Descripció
Haworthia heidelbergensis var. toonensis difereix de la var. heidelbergensis ja que és una varietat més petita. Té fulles més recorbades amb una àrea final transparent diferent. Algunes plantes tenen espines, d'altres són glabres. La planta roman generalment solitària.

## Distribució i hàbitat
Aquesta varietat creix a la província sud-africana del Cap Occidental, on només creix al llarg de Slangrivier, al sud-oest de Heidelberg. A Brakkekuil creix a prop de la forma estranya de retusa/turgida i la forma molt verda de G. verrucosa. En cultiu només se coneixen fins ara les plantes de la localitat tipus a Matjiestoon.
En el seu hàbitat és molt localitzat i difícil de trobar i creix en arbustos densos.

## Taxonomia
Haworthia heidelbergensis var. toonensis va ser descrita per M.B.Bayer i publicat a Haworthia Revisited: 83, a l'any 1999.
Etimologia
Haworthia: nom en honor del botànic britànic Adrian Hardy Haworth (1767-1833).
heidelbergensis: epítet geogràfic que fa referència al lloc on es va trobar per primera vegada a Heidelberg.
var. toonensis: epítet de l'abreviatura d'origen a Matjiestoon.
Sinonímia
- Haworthia maraisii var. toonensis (M.B.Bayer) M.Hayashi, Haworthia Study 3: 13 (2000).
- Haworthia toonensis (M.B.Bayer) Breuer, Gen. Haworthia 1: 8 (2010).
- Haworthia mirabilis var. toonensis (M.B.Bayer) M.B.Bayer, Haworthia Update 7(4): 35 (2012).[5]